# HD 16975
HD 16975，又名CD-38 894，SAO 193873、HR 805，是一颗恒星，视星等为6.01，位于銀經245.9，銀緯-64.29，其B1900.0坐标为赤經2h 38m 7.6s，赤緯-38° -64.29′ 37″。